# Saurikh
Saurikh es un pueblo y nagar Panchayat situado en el distrito de Kannauj en el estado de Uttar Pradesh (India). Su población es de 12498 habitantes (2011). 

## Demografía
Según el censo de 2011 la población de Samdhan era de 12498 habitantes, de los cuales 6607 eran hombres y 5891 eran mujeres. Saurikh tiene una tasa media de alfabetización del 73,78%, superior a la media estatal del 67,68%: la alfabetización masculina es del 80,17%, y la alfabetización femenina del 66,69%.